# 音羽紀香
音羽 紀香（おとわ のりか、1990年9月12日 - ）は、日本のグラビアアイドル。

## 経歴・人物
子供の頃から芸能界に憧れ、東京に遊びに行った際にスカウトされたのがきっかけでデビュー。
芸能界デビューしてから、お尻が大きいことやアニメ声優っぽい声というそれまで自分の短所と思っていたことが長所と思えるようになったという。
島根県観光大使、出雲市観光大使を務める。

## 作品

### DVD
- ひみつの妄想（2018年1月25日、イーネット・フロンティア）
- あなたに甘えたい（2018年5月6日、サウスキャット）
- 不埒な音（2018年8月20日、ラインコミュニケーションズ）[2][3]
- Delusion（2018年11月24日、竹書房）[4][5]
- そのままの君を愛せたら（2019年3月5日、ECショップ男気屋）
- アクトレス（2019年7月20日、ECショップ男気屋）